# We Uh Shoot
We Uh Shoot è un singolo del rapper statunitense Polo G, pubblicato il 2 agosto 2024 come quarto estratto del quarto album in studio Hood Poet. Il brano vede la collaborazione del rapper Lil Durk.

## Accoglienza
Quincy di RatingsGameMusic ha recensito positivamente il brano dando una valutazione finale di 4 stelle su 5. Quincy ha poi affermato che la traccia inizialmente non lo avesse commosso molto e che suonasse "obsoleta". Zachary Horvath di HotNewHipHop ha scritto che We Uh Shoot è una traccia "aggressiva e armata" e ha elogiato la performance di Lil Durk, definendola "eccezionale", mentre ha definito "nitida" la performance di Polo G.